# Viktor Wellemín
Viktor Wellemín (24. března 1923 Praha – 19. srpna 2020 Praha) byl český válečný veterán, jeden z posledních dvou žijících československých účastníků bojů u Tobruku.

## Raná léta
Narodil se v Praze 24. března 1923 v asimilované židovské rodině. Jeho otec, válečný invalida z 1. světové války, vlastnil poloviční podíl v pražské filiálce vídeňské výrobny malířských barev, Viktor vyrůstal se svým starším bratrem Adolfem (1919–1974). Absolvoval měšťanskou a soukromou obchodní školu a poté se zapojil do rodinné firmy. Byl členem plaveckého klubu Hagibor i sionistické polovojenské organizace Betar.

## Světová válka
Po anšlusu v březnu 1938 poskytla rodina útočiště ve svém bytě židovským uprchlíkům z Rakouska. Pod vlivem nadále se horšící situace, obsazení Prahy Německem a vyhlášení protektorátu se oba bratři rozhodli k emigraci. Dne 16. října 1939, ve Viktorových 16 letech, odcestovali vlakem do Bratislavy, dále parníkem po Dunaji přes přístav Sulina až do Černého moře, tureckou nákladní lodí propluli do Středozemního moře až k břehům Palestiny. Byli zajati anglickou válečnou lodí, která je přinutila zakotvit v Haifě. Zde byl Wellemín na půl roku internován v detenčním táboře Sarafand.
Z tábora byl v srpnu 1940 propuštěn, nějakou dobu pak žil a pracoval v kibucu. Poté, co britská vláda oficiálně oduznala Mnichovskou dohodu, vstoupil 14. května 1942 spolu s bratrem do nově formované čs. armádní jednotky – 11. praporu východního. Absolvovali vojenský výcvik ve městě Nahariya, nejprve pěchotní, poté protiletadlový. Jako příslušník 200. protiletadlového pluku byl podavačem u kanonu Boforce (bratr byl motospojka) a účastnil se obrany Haify. Onemocněl furunkulózou a byl umístěn k ozdravnému pobytu v jeruzalémské nemocnici. Po uzdravení se navrátil ke své jednotce, tehdy již odvelené k obraně Tobruku.
Po skončení bojů na Středním východě Wellemín nastoupil spolu s dalšími čs. vojáky na loď Mauretania a obeplutím Afriky se 11. srpna 1943 dostal do anglického Liverpoolu. Zde byl zapojen do motorizovaného praporu jako součásti 1. čs. samostatné brigády. S ní se pak účastnil ve druhém sledu invaze do Francie a 28. října 1944 podnikl útok v rámci dlouhého obléhání francouzského přístavu Dunkerque. Při této akci byl těžce zraněn, když mu protipěchotní skákavá mina utrhla kus paty a poranila rameno. Po operaci v kanadské polní nemocnici v St. Omer byl transportován zpět do Anglie, kde se dále léčil v Hammersmithu a ve Swansea. Poté byl přiřazen k záložnímu praporu umístěnému ve West Cliff poblíž Londýna, kde přečkal do konce války.

## Poválečný život
Do Prahy se Wellemín vrátil spolu s konvojem v Anglii vytištěných československých bankovek. Vyhledal zde svého bratra Adolfa a zjistil také, že téměř všichni jeho příbuzní nepřežili koncentrační tábory, rodiče zemřeli v Malém Trostinci roku 1942. Karlínský byt po rodičích byl obsazen cizími lidmi a nepodařilo se získat zpět ani někdejší rodinnou firmu. Viktor Wellemín začal pracovat u firmy na výrobu barev a laků, po jejím znárodnění přešel do Gramofonových závodů. Ke své nevelké invalidní penzi se až do důchodu živil jako účetní, poté dělal šámese na Novém židovském hřbitově.
Po válce se oženil s manželkou Karlou, s níž žil v bytě po jejích rodičích na Letné a společně vychovali dva syny, kteří však jako potomci žida, nestraníka a veterána ze západní fronty nemohli studovat. Bratr Adolf odešel po srpnu 1968 do Kanady, kde brzy zemřel.
Hodností zůstal Viktor Wellemín svobodníkem ve výslužbě. Zemřel 19. srpna 2020.

## Ocenění
Viktor Wellemín byl nositelem řady československých, českých a zahraničních vyznamenání. Dne 1. prosince 1945 obdržel Odznak invalidů (dekret č. 4578) jako výraz vděčnosti národa za oběť přinesenou v bojích za osvobození Československé republiky v letech 1939 až 1945.
Od roku 2012 byl čestným občanem Prahy 7.
V roce 2015 obdržel Cenu Paměti národa.
Roku 2018 se stal držitelem Pamětní medaile armádního generála Karla Janouška.

### Vyznamenání
- Československá medaile Za chrabrost před nepřítelem (5. 12. 1944)[8]
- Pamětní medaile československé armády v zahraničí se štítky Velká Británie a Střední Východ (7. 3. 1944)[8]
- Pamětní medaile k 20. výročí osvobození ČSSR
- Záslužný kříž ministra obrany České republiky III. stupeň (2015), II. stupeň (2017)[8]
- Kříž Polské ozbrojené síly na západě (Polsko) se sponou TOBRUK
- Hvězda 1939–1945
- Africká hvězda se štítkem 8. armáda
- Hvězda za Francii a Německo
- Britská medaile Za obranu
- Válečná medaile 1939–1945

## Viktor Wellemín ve filmu
- Tobrúk 1941 (2009) – dokument zaznamenává vzpomínky účastníků bitvy o libyjské město Tobrúk ve 2. světové válce. Hovoří němečtí i čeští účastníci bojů (Jan Horal, Viktor Wellemín, Jan Perl, Pavel Vranský, Josef Polívka)[12][13]